# David Sainz
David Fernández Sainz-Rozas (Las Palmas de Gran Canaria, 1983), más conocido como David Sainz, es un actor, guionista, director, cantante, productor y cineasta español conocido por ser el creador de la serie web Malviviendo, así como interpretar a su protagonista, el Negro.

## Biografía
A los 19 años viajó a Sevilla donde se formó y trabajó en una televisión local hasta que en junio de 2009 montó su propia productora Diffferent Entertainment gracias al éxito de la web serie Malviviendo, cosechando más de 90 millones de reproducciones y una centena de premios a nivel nacional e internacional. Después del final de la 3ª y última temporada de Malviviendo, dirigió la nueva web serie "Entertainment".
Posteriormente ha escrito y dirigido numerosos videoclips, spots para marcas como Mapfre o Saimaza, cortometrajes y las series “El viaje de Peter McDowell” para el programa "Andaluces levantaos" del Canal Sur, “A rebufo” para Mapfre Moto10, “Power Wonders” para El Terrat emitido en TNT o “Flaman” también en Canal Sur. 
Paralelamente publica el libro titulado "Malviviendo: La historia de Forme" ambientada, al igual que la serie, en el barrio sevillano ficticio de "Los banderilleros" 10 años después del fin de esta. El libro fue publicado el 18 de mayo de 2015.
En el primer capítulo de la segunda temporada de El Ministerio del Tiempo participó como personaje episódico, así como colaborando en la elaboración del guion del capítulo final de la temporada junto a Javier Olivares.
El 30 de octubre de 2017, se estrenó el primer capítulo de Mambo en Playz, la plataforma de contenidos digitales de RTVE. Mambo es una comedia musical de la factoría Diffferent, una serie digital de seis capítulos de entre 20 y 27 minutos. La trama habla de dos primos canarios, uno de ellos es una antigua estrella de la canción infantil y el otro un youtuber famoso pero tímido, que tratarán de triunfar en el mundo de la música. Tras ser votada entre los usuarios de Playz para que fuera la primera serie a estrenarse en una terna con Dorien y Colegas, el segundo episodio se subió a internet el 8 de noviembre. La serie digital está dirigida, escrita y coprotagonizada por David Sainz, con la colaboración de Enrique Lojo en el guion y acompañado en el reparto por Aarón Gómez, Pablo Nicasso, David Parejo, Sofía M. Privitera, Álvaro Pérez o Abi Power, entre otros. En octubre de 2018 se estrenó la segunda temporada de Mambo, contando con la incorporación al elenco de Leonor Lavado o Javián entre otros.
En 2020 lanza la serie Grasa, en la plataforma Playz, junto con RTVE y también disponible en YouTube. En septiembre de 2021 se lanza la segunda temporada.
El 2 de marzo de 2023 estrena Eterna, un documental sobre la rapera Gata Cattana, coescrito y codirigido junto a Juanma Sayalonga, presentado meses antes en festivales como el Festival de Cine de Sevilla.
En septiembre de 2024 estrena en la plataforma Amazon Prime, la serie En Fin, codirigida junto a Enrique Lojo.

## Filmografía

### Director y guionista
| Años      | Título                                 | Tipo                      | Notas                                         |
| --------- | -------------------------------------- | ------------------------- | --------------------------------------------- |
| 2008-2014 | Malviviendo                            | Serie - 30 episodios      |                                               |
| 2009      | El viaje de Peter McDowell             | Serie - 12 episodios      |                                               |
| 2009      | Pingüinos                              | Corto                     |                                               |
| 2010      | El curioso caso del corredor paulatino | Corto                     |                                               |
| 2011      | Peor imposible                         | Corto                     | Solo guionista                                |
| 2011      | El agropop                             | Documental                |                                               |
| 2011      | Power Wonders                          | Miniserie - 4 episodios   |                                               |
| 2013      | Villanos digitales: el espoileador     | Corto                     |                                               |
| 2013      | Obra 67                                | Largometraje              |                                               |
| 2013      | Flaman                                 | Serie - 1 episodio        |                                               |
| 2014      | Comaland                               | Serie                     |                                               |
| 2014      | La vié a Brooklyn                      | Corto                     |                                               |
| 2014      | La tristeza de Kevin Brownie           | Corto                     |                                               |
| 2015-2016 | Entertainment                          | Serie - 20 episodios      |                                               |
| 2016-2017 | El colega canario                      | Serie - 18 episodios      |                                               |
| 2016      | El ministerio del tiempo               | Serie - 1 episodio        | Solo guionista                                |
| 2017      | Buster                                 | Serie - 10 episodios      |                                               |
| 2017      | Síndrome Valyrio                       | Miniserie - 5 episodios   |                                               |
| 2017      | Fogueo                                 | Largometraje              |                                               |
| 2017-2018 | Mambo                                  | Serie - 12 episodios      | Playz                                         |
| 2018-2019 | Dinosaurio, la serie                   | Serie - 4 episodios       |                                               |
| 2020      | Parking Karaoke                        | Late night - 12 episodios | Guion, dirección y presentación               |
| 2020-2021 | Grasa                                  | Serie - 14 episodios      | Playz                                         |
| 2022-     | Un Mundo Violento                      | Podcast - En emisión      |                                               |
| 2022      | Eterna                                 | Documental                | Codirigida junto a Juanma Sayalonga           |
| 2024      | En Fin                                 | Serie - 6 episodios       | Amazon Prime, codirigida junto a Enrique Lojo |

### Actor
Televisión
| Año       | Título                   | Episodios             | Papel                    |
| --------- | ------------------------ | --------------------- | ------------------------ |
| 2008-2014 | Malviviendo              | 30                    | Jesús Blanco, el "Negro" |
| 2011      | Power Wonders            | 4                     | Álex Wonder              |
| 2014      | Cabanyal Z               | 1 (Dimonis)           | Negro                    |
| 2016      | El ministerio del tiempo | 1 (Tiempo de leyenda) | Paciente de Julián       |
| 2015-2016 | Entertainment            | 20                    | Él mismo                 |
| 2016-2017 | El colega canario        | 18                    | Rayco                    |
| 2017      | El fin de la comedia     | 1                     | Roberto                  |
| 2017      | Polis corruptos          | 2                     | El Chivi                 |
| 2018      | Mambo                    | 12                    | Julio Mambo              |

Cine
| Año  | Título                                       | Papel     |
| ---- | -------------------------------------------- | --------- |
| 2013 | Casting                                      |           |
| 2014 | 11211, el barrio de avenidas que se bifurcan |           |
| 2017 | Fogueo                                       | José Luis |
| 2019 | Polis corruptos, la película                 | El Chivi  |

## Libros
- Malviviendo: La historia de Forme.[17]
- Pájaro Azul.[18]
- Chusma.[19]